# Ililai
Ililai ist ein osttimoresischer Suco im Verwaltungsamt Lautém (Gemeinde Lautém). Der Suco ist in der Gemeinde ein Zentrum der Nationalsprache Makasae.

## Name
1936 wurde der Ort Ililai von den Portugiesen in Nova Âncora umbenannt. Doch der Name setzte sich nicht durch und einige Jahre nach dem Zweiten Weltkrieg kehrte man zum alten Namen zurück. Manchmal wird der Ort auch Laivai genannt, nach dem Fluss Dasidara, der in seinem Oberlauf diesen Namen trägt. Auch das historische hiesige Kleinreich trug diesen Namen.

## Geographie
Ililai liegt im äußersten Westen des Verwaltungsamts Lautém. Hier mündet der Dasidara in die Straße von Wetar. Der Großteil des Sucos liegt westlich des Flusses, nur das kleine Stück mit dem Siedlungszentrum Ililai an der Flussmündung liegt am Ostufer. Östlich liegt der Suco Euquisi. An der Südspitze von Ililai, wo der, hier Laivai genannte Dasidara, von Westen kommend, nach Norden schwenkt und der Abuti auf ihn trifft, liegt am anderen Ufer das Verwaltungsamt Luro mit seinem Suco Wairoque. Im Westen liegt das Verwaltungsamt Laga (Gemeinde Baucau) mit seinem Suco Saelari. Grenzfluss ist hier der Lalubuilana. Vor der Gebietsreform 2015 hatte Ililai eine Fläche von 42,11 km². Nun sind es 42,41 km², da die Grenze zum Suco Euquisi, die zuvor quer durch das Siedlungszentrum Ililai führte, etwas nach Südosten verlegt wurde.
Am Westufer des Dasidara liegt der Ort Samalari (Makasae für „Banyanbaum“) und im Süden des Sucos das Dorf Titilari. Die beiden Aldeias im Suco Ililai tragen die Namen dieser Orte.
Der Ort Ililai liegt an der Küste auf Meereshöhe, am Ostufer des Flusses Dasidara (Laivai). Ortsteile sind Vaniria (Waniria), Barliu und Borubatu (Barubatu). Im Nachbarsuco Euquisi gibt es Aldeias mit diesen Namen.
Heute gehören zum Siedlungszentrum eine Grundschule, ein medizinischer Posten und eine Brücke über den Dasidara, über die die nördliche Küstenstraße führt. Sie ist einer der wichtigsten Verkehrswege des Landes.

## Einwohner
Der Suco Ililai hat 810 Einwohner (2022), davon sind 388 Männer und 422 Frauen. Im Suco gibt es 152 Haushalte. Über 98 % der Einwohner geben Makasae als ihre Muttersprache an. Minderheiten sprechen Tetum Prasa oder Makalero.

## Geschichte
1668 schloss das Reich von Laivai ein Bündnis mit der Niederländischen Ostindien-Kompanie (VOC), doch eine Flotte der Topasse beendete schnell das Bündnis und führte das Gebiet wieder zurück in die portugiesische Oberhoheit.
In den 1930er Jahren wurde im Ort Ililai von Distriktsverwalter Armando Eduardo Pinto Correia mit der Escola de Reino de Laivai eine der sogenannten Pinto-Correia-Schulen errichtet. Sie liegt heute in Ruinen.

## Politik
Bei den Wahlen von 2004/2005 wurde Jaime da Costa zum Chefe de Suco gewählt und 2009 in seinem Amt bestätigt. Bei den Wahlen 2016 gewann Luis Januario de Fatima da Costa.